# Cuba, Missouri
Cuba är en ort i Crawford County i Missouri. En av sevärdheterna i Cuba är Robert Wadlows skor utställda av en lokal skobutik.